# Dedham, Massachusetts

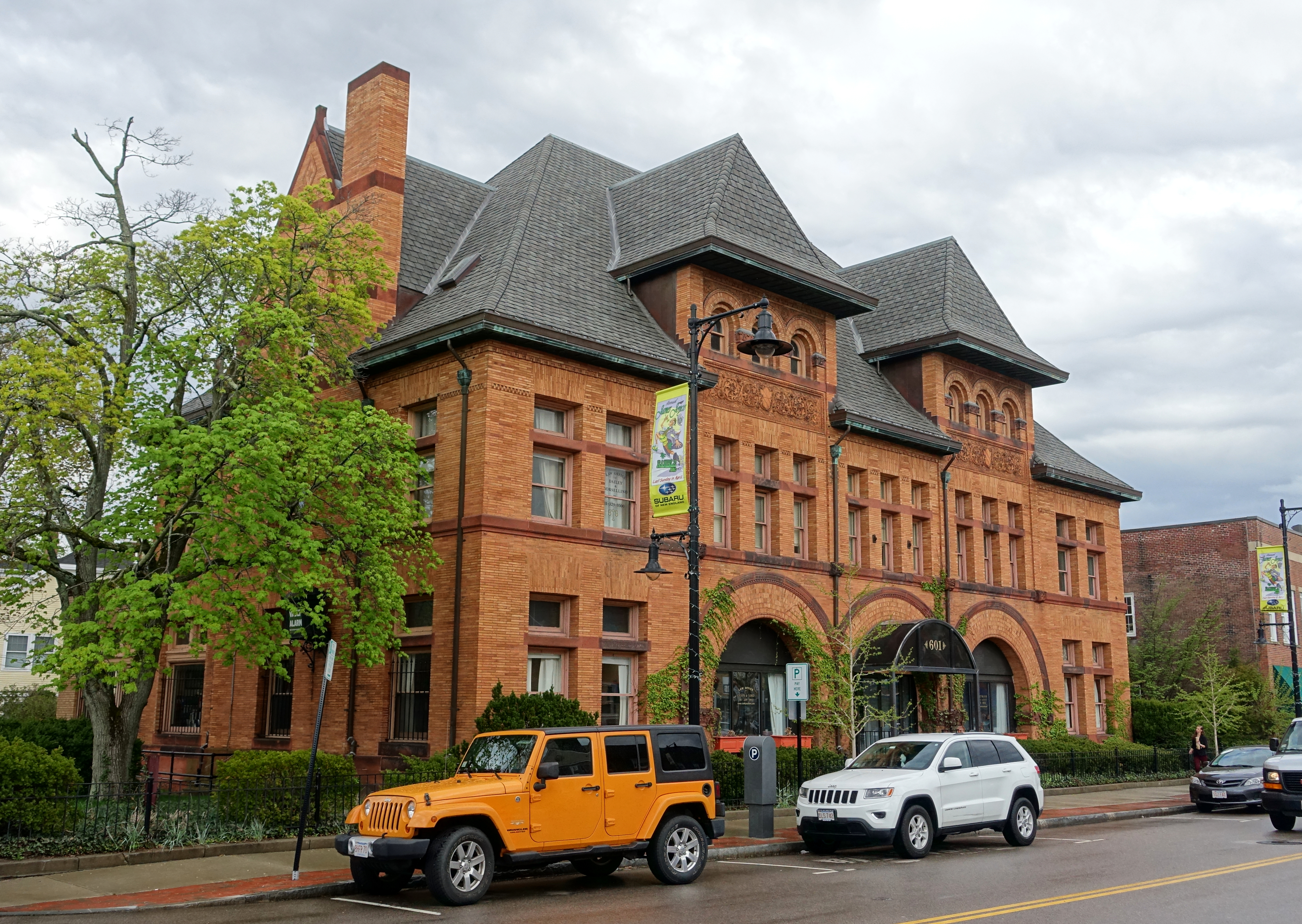

Dedham är den administrativa huvudorten i Norfolk County i delstaten Massachusetts, USA, grundad år 1635. År 2010 hade staden 24 729 invånare.